# 雲野かよ子
雲野 かよ子（くもの かよこ、本名:川口華子、旧姓:鳥居、1908年（明治41年）8月20日 - 1991年（平成3年））は、元宝塚少女歌劇団月組主演娘役クラスの人物である。東京市神田区（現・東京都千代田区）出身。愛称は華ちゃん。宝塚歌劇団月組トップスター・理事を務めた天津乙女は実姉。

## 略歴
1921年、11期生として、宝塚音楽歌劇学校（現在の宝塚音楽学校）に入学し、1923年に初舞台を踏む。当時、学校と劇団は一体で、入学イコール入団であった。
1942年、宝塚歌劇団を退団。
退団後に川口正と結婚。戦時中は上海におり、戦後に引揚者として上海から日本に引き揚げた。日本に引き揚げ後は、宝塚コドモアテネ日本舞踊講師、宝塚音楽学校古典演劇講師、宝塚歌劇団日本舞踊振付家として活動した。
没後、2014年に姉・乙女とともに宝塚歌劇団の殿堂入りを果たした。なお、歴代タカラジェンヌで姉妹で殿堂入りを果たしたのは天津乙女・雲野かよ子姉妹の二人のみである。
実家の隣には手塚治虫一家が住んでいた。
弟の鳥居正一郎は阪急百貨店社長を務めた。

## 宝塚少女歌劇団時代の主な舞台出演
- 『琵琶記』『あこがれ』（月組）（1923年3月20日 - 4月10日、宝塚新歌劇場(中劇場)）
- 『兄さん閉口』（月組）（1923年5月11日 - 6月10日、宝塚新歌劇場(中劇場)）
- 『政岡の局』（月組）（1924年3月1日 - 3月31日、宝塚新歌劇場(中劇場)）
- 『身替音頭』（月・花組）（1924年7月19日 - 9月2日、宝塚大劇場）
- 『鏡の宮』（月組）（1925年7月1日 - 7月31日、宝塚大劇場）
- 『車供養』（月組）（1925年10月1日 - 10月31日、宝塚大劇場）
- 『陽春』（月組）（1926年1月1日 - 1月31日、宝塚大劇場）
- 『飴』（月組）（1926年4月1日 - 4月30日、宝塚大劇場）
- 『我等の世界』（月組）（1926年7月1日 - 7月31日、宝塚大劇場）
- 『喧嘩は止めろ』（月組）（1926年10月1日 - 10月31日、宝塚大劇場）
- 『厳島物語』『阿七狂熖』（月組）（1927年2月1日 - 2月28日、宝塚大劇場）
- 『小野道風』『愛の復活』（月組）（1927年5月1日 - 5月31日、宝塚大劇場）
- 『國性爺』『一條大蔵卿』（月組）（1927年8月1日 - 8月31日、宝塚大劇場）
- 『夕顔の巻』『兜』（月組）（1927年11月1日 - 11月30日、宝塚大劇場）
- 『三人静』（月組）（1928年3月1日 - 3月31日、宝塚大劇場）
- 『若紫の巻』『慈光』（月組）（1928年6月1日 - 6月30日、宝塚大劇場）
- 『絶えざる動き』『ハレムの宮殿』（月組）（1928年9月1日 - 9月30日、宝塚大劇場）
- 『夢殿』（月組）（1928年12月1日 - 12月28日、中劇場）
- 『江戸名物詩』『石馬寺の怪異』（月組）（1929年9月1日 - 9月30日、宝塚大劇場）
- 『後の景清』『落葉』（月組）（1929年12月1日 - 12月28日、中劇場）
- 『敦盛』『賣家』（月組）（1930年2月1日 - 2月28日、中劇場）
- 『玉蟲祈願』（月組）（1930年5月1日 - 5月31日、宝塚大劇場）
- 『若き日の時平』（月組）（1930年8月1日 - 8月31日、宝塚大劇場）
- 『王朝華かなりし頃』『唐人お吉』『とんだ間違ひ』（月組）（1930年11月1日 - 11月30日、宝塚大劇場）
- 『鞠争ひ』（月組）（1931年7月1日 - 7月31日、宝塚大劇場）
- 『紅葉狩』『かたきうち』（月組）（1931年10月1日 - 10月31日、宝塚大劇場）
- 『お弓始』（月組）（1932年2月1日 - 2月29日、宝塚大劇場）
- 『フービーガール』（月組）（1932年5月1日 - 5月31日、宝塚大劇場）
- 『狂乱橋供養』『ブーケ・ダムール』（月組）（1932年8月1日 - 8月31日、宝塚大劇場）
- 『追儺物語』『鏡獅子』（月組）（1933年2月1日 - 2月28日、宝塚大劇場）
- 『ヴォルガの船唄』『お夏幻想曲』（月組）（1933年5月1日 - 5月31日、宝塚大劇場）
- 『日本花笠始』『花詩集』（月組）（1933年8月1日 - 8月31日、宝塚大劇場）
- 『ロミオとジュリエット』- ジュリエット 役（月組）（1933年10月1日 - 10月22日、中劇場）
- 『春のをどり』『トウランドット姫』（月組）（1934年3月26日 - 4月30日、宝塚大劇場）
- 『滄海秘曲』『竹柴道中記』（月組）（1934年5月5日 - 5月20日、中劇場）
- 『人形』（月組）（1934年9月1日 - 9月30日、宝塚大劇場）
- 『鳩姫里歸り』『青春』（月組）（1934年11月1日 - 11月30日、宝塚大劇場）
- 『仇討以上』『宝塚むすめ祭』（月組）（1935年9月25日 - 10月31日、宝塚大劇場）
- 『火坑』『になひ文』『ミュージック・アルバム』（月組）（1936年2月1日 - 2月29日、宝塚大劇場）
- 『気まぐれジュリア』（月組）（1936年3月10日 - 3月25日、中劇場）
- 『戀に破れたるサムライ』（月組）（1937年3月1日 - 3月31日、宝塚大劇場）
- 『出世の牛若』（花組）（1937年10月1日 - 10月31日、宝塚大劇場）
- 『祭禮の夜』（月組）（1939年5月26日 - 6月25日、宝塚大劇場）
- 『春怨』（花組）（1939年10月26日 - 11月24日、宝塚大劇場）
- 『清姫』（月組）（1940年3月26日 - 4月24日、宝塚大劇場）
- 『竹生島龍神記』（月組）（1940年6月26日 - 7月24日、宝塚大劇場）
- 『忘草忍ぶ草』『満潮』（月組）（1940年9月26日 - 10月24日、宝塚大劇場）
- 『夢見曾我』（月組）（1941年1月1日 - 1月24日、宝塚大劇場）